# 左翼民主阵线 (喀拉拉)
左翼民主阵线（缩写为LDF）是印度喀拉拉邦的一个左翼政党联盟。该联盟成立于1979年。1980年—1982年、1987年—1991年、1996年—2001年、2006年—2011年、2016年至今，该联盟5次在喀拉拉邦执政。

## 目前的成员
- 印度共产党（马克思主义）
- 印度共产党
- 喀拉拉大会（M）（英语：Kerala Congress (M)）
- 人民党（世俗）（英语：Janata Dal (Secular)）
- 民族主义大会党—夏拉德钱德拉·帕瓦尔（英语：Nationalist Congress Party – Sharadchandra Pawar）
- 民族人民党
- 喀拉拉大会（B）（英语：Kerala Congress (B)）
- 印度民族联盟（英语：Indian National League）
- 大会（世俗）（英语：Congress (Secular)）
- 民主喀拉拉大会（英语：Janadhipathya Kerala Congress）
- 喀拉拉大会（斯卡里亚·托马斯）（英语：Kerala Congress (Skaria Thomas)）

## 非成员支持者
- 革命社会党（列宁主义）
- 民族世俗会议（英语：National Secular Conference）
- 印度民族联盟 (阿卜杜勒·瓦哈卜)